# Frederic Myers

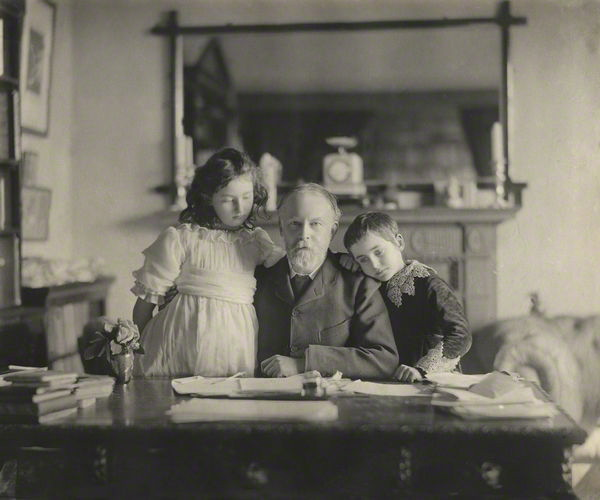
Frederic Myers com seus filhos Sylvia e Harold.

Frederic William Henry Myers (6 de fevereiro de 1843 — 17 de janeiro de 1901) foi um intelectual, ensaísta, e poeta britânico, notabilizando-se como um dos pioneiros na pesquisa de fenômenos paranormais no final do século XIX e co-fundador da "Society for Psychical Research" (SPR).

## Biografia
Filho de um reverendo anglicano, perdeu o pai na infância, ligando-se estreitamente à sua mãe. Cresceu em ambiente favorável aos estudos, vindo a obter formação intelectual no conhecido Trinity College de Cambridge. Destacou-se no estudo da cultura clássica greco-latina, tornando-se professor na área, mas posteriormente abandonou esta atividade para ser inspetor de ensino nomeado pela coroa britânica no distrito de Cambridge.
Desposou Eveleen Tennant, filha de uma rica família londrina. A esposa de Myers dedicou-se à fotografia amadora e acabou por produzir notáveis retratos de eminentes figuras da sociedade britânica da época. O casal Myers teve três filhos: Leopold, Harold e Sylvia. Leopold Myers tornou-se um novelista de considerável destaque.
Frederic Myers dedicou as últimas duas décadas de sua vida aos estudos dos fenômenos paranormais, com inúmeras viagens pela Europa e Estados Unidos pesquisando médiuns como Eusápia Paladino e Leonora Piper. Manteve estreita amizade com os filósofos William James e Henry Sidgwick.
Faleceu em 1901 em Roma, possivelmente de hipertensão maligna com falência renal. Seus amigos e companheiros da SPR editaram e publicaram postumamente, em 1903, a grande obra "Human Personality and It's Survival Of Bodily Death". Eveleen Myers editou e publicou uma coletânea dos poemas do falecido marido.
Em 2009 foi lançada a biografia "Immortal Longings: F.W.H. Myers and the Victorian Search for Life After Death" de Trevor Hamilton.

## Carreira Literária
Em termos litarários, Myers se autodefinia como um poeta menor. De fato não se tratava de falsa modéstia, pois sua produção poética não chegou a ser considerada de primeiro escalão, embora alguns de seus poemas tenham se tornado muito populares na época, por exemplo Saint Paul e The Renewal of Youth (1882). Myers dedicou-se também à crítica literária, publicando por exemplo a obra Woodsworth (1881). Na condição de ensaísta, publicou a obra Essays, Classical and Modern (1883) em dois volumes. Os ensaios sobre Virgílio e sobre os Oráculos da Grécia Antiga são considerados expoentes do gênero.

## Investigações Psíquicas

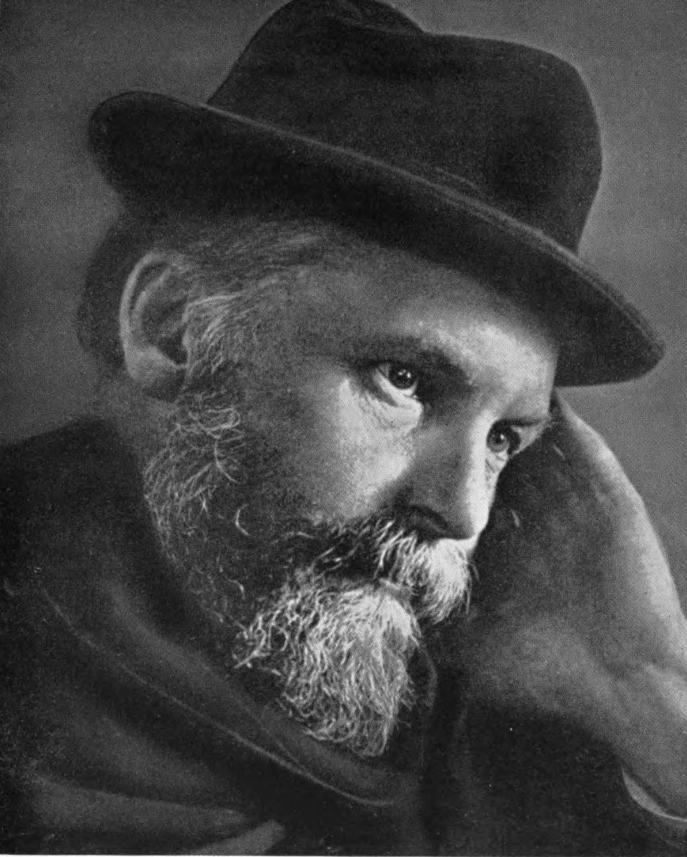
Frederic Myers em 1950.

Em 1882 Frederic Myers, ao lado de Henry Sidgwick, Edmund Gourney e Frank Podmore, encabeçam a fundação da Sociedade de Pesquisas Psíquicas (Society for Psychical Research - SPR). O grupo de intelectuais britânicos almejava investigar os fenômenos espiritualistas tão em voga na época, de um ponto de vista racional e equânime, a partir de análises dos relatos e também da participação in loco de sessões onde ocorriam os alegados fenômenos paranormais. A SPR editou um jornal científico divulgando suas investigações, e continua ativa até o presente momento, permanecendo a sede em Londres. Myers foi o presidente da SPR em 1900. O filósofo e psicólogo norte-americano William James, amigo pessoal de Myers, participou da SPR e posteriormente fundou nos Estados Unidos a American Society For Psychical Research - ASPR.
Uma importante e extensa obra publicada pela SPR intitula-se Phantasms Of The Livings, de 1886, escrita por Edmund Gourney e Frederic Myers com extensa colaboração de Frank Podmore, na qual são analisados 702 casos em que abrangem, nas palavras de Myers, "todas as transmissões de pensamento e sentimento de uma pessoa para outra, por meios outros que as reconhecidas vias sensoriais". Myers cunhou o termo telepatia para designar tais transmissões.